# Fringford
Fringford is een civil parish in het bestuurlijke gebied Cherwell, in het Engelse graafschap Oxfordshire met 602 inwoners.

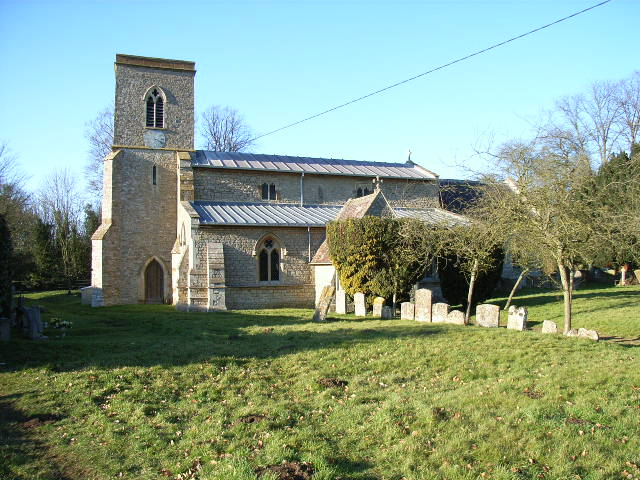
Kerk van Fringford